# J.J. Bregnø
Jens Jacob Nielsen Bregnø (9. februar 1877 i Horsens ved Hedensted – 26. marts 1946 i Søborg) var en dansk billedhugger.

## Liv og karriere
Jens Bregnø var søn af skomageren Mads Nielsen (1843–87) og Elise Laursen (1854-31). Han tog i 1913 navneforandring til Bregnø.
Bregnø blev oprindeligt uddannet snedker og billedskærer i Århus, men kom i 1898 i lære som stenhugger i Stockholm. I 1902 blev han ansat ved dekorationsbilledhugger Hans Lamberg-Petersen i København, hvor han var til 1905. Derpå fulgte frem til 1908 studierejser til Italien, Frankrig, Tyskland. Han var bl.a. påvirket af Michelangelo og Auguste Rodin. Han udførte mange kvindestatuetter i bronze og gips i 1920'erne og 1930'erne, som gjorde ham til en af samtidens mest reproducerede billedhuggere. Han udførte også fontæner og statuetter i bronze og porcelæn hos Bing & Grøndahl, ligesom han lavede stentøj hos Nathalie Krebs og sølvarbejder for Kay Bojesen.
Bregnø modtog i 1910 Eckersberg Medaillen.
Bregnø meldte sig ind i det danske nazistparti DNSAP 28. august 1940 og optræder derfor i Bovrup-Kartoteket.
Bregnø er begravet på Vestre Kirkegård i København.

## Værker i uddrag
- Danaide (1912)
- Samson (1912, Statens Museum for Kunst)
- Druepigefontæne (1929)
- Satyrdreng med en gås
- Herkules, Dyden og Lasten (1936, opr. Nørrebroparken, nu Fælledparken)
- Hædersminde for sygeplejegerningen (1941, Bispebjerg Hospital)